# Радио, Виталий Николаевич
Виталий Николаевич Радио (укр. Віталій Миколайович Радіо; 22 октября 1980, Курганы — 1 апреля 2024, Семёновка) — украинский военнослужащий, старший сержант, участник российско-украинской войны. Герой Украины (2024, посмертно).

## Биография
Родился в селе Курганы Ровненской области. После окончания школы в 1995 году учился в Березновском профессионально-техническом училище. Проходил срочную военную службу. В мирное время работал мебельщиком, затем занялся строительством, выполняя индивидуальные заказы. Самостоятельно построил дом для своей семьи.
С началом полномасштабного вторжения России в Украину в 2022 году вступил в ряды защитников страны. Служил главным сержантом 2-й егерской роты 1-го батальона 68-й отдельной егерской бригады. Участвовал в оборонительных действиях в Донецкой и Харьковской областях. Погиб 1 апреля 2024 года во время выполнения боевого задания в районе села Семёновка Донецкой области.

## Награды
- Звание «Герой Украины» с удостоением ордена «Золотая Звезда» (23 августа 2024, посмертно) — за личное мужество и героизм, проявленные в защите государственного суверенитета и территориальной целостности Украины, верность военной присяге[1].